# Slava Metreveli
Slava Kalistratovič Metreveli, gruzínsky სლავა კალისტრატეს ძე მეტრეველი (30. květen 1936, Soči – 7. leden 1998, Tbilisi) byl gruzínský fotbalista, jenž reprezentoval někdejší Sovětský svaz. Hrával na pozici útočníka.
Za sovětskou reprezentaci odehrál 48 utkání a vstřelil 11 branek. Vyhrál s ní historicky první mistrovství Evropy roku 1960 (tehdy nazývané Pohár národů) a UEFA ho zařadila i do all-stars týmu tohoto turnaje. Na druhém evropském šampionátu roku 1964 pak získal stříbrnou medaili (byť na závěrečném turnaji nenastoupil). Zúčastnil se též mistrovství světa roku 1962, 1966 (kde Sověti skončili čtvrtí) a 1970 (kde ovšem nenastoupil).
Dvakrát se stal mistrem SSSR, roku 1960 s Torpédem Moskva, roku 1964 s Dinamem Tbilisi. S Torpedem získal v roce 1960 i sovětský pohár.